# Hemnesberget
Hemnesberget ist eine Ortschaft in der norwegischen Kommune Hemnes in der Provinz (Fylke) Nordland. Der Ort hat 1335 Einwohner (Stand: 1. Januar 2024).

## Geografie
Hemnesberget ist ein sogenannter Tettsted, also eine Ansiedlung, die für statistische Zwecke als eine städtische Siedlung gewertet wird. Der Ort liegt im Westen der Hemneshalvøya, einer von Fjorden umgebenen Halbinsel. Hemnesberget erstreckt sich entlang der Hemnesbukta, einer Bucht in einem südlichen Arm des Ranfjords.

## Geschichte
Aufgrund der Lage an einer geschützten Bucht, die einen guten natürlichen Hafen darstellt, entwickelte sich Hemnesberget zu einem Zentrum für die umliegenden Dörfer. Die erste Kirche in Hemnesberget wurde im Jahr 1536 errichtet. Die heutige Hemnes kirke in Hemnesberget ist eine Holzkirche aus dem Jahr 1872. Sie hat rund 800 Sitzplätze und einen kreuzförmigen Grundriss.
Im April 1923 wurde ein Großteil des Dorfs durch einen Brand zerstört. Insgesamt brannten mehr als 120 Gebäude nieder. Während des Zweiten Weltkriegs kam es erneut zu größeren Zerstörungen. Etwa 110 Häuser brannten nieder, nachdem es in der Region zu Kämpfen zwischen den deutschen Besatzern und den Alliierten kam und zwei alliierte Kriegsschiffe den Ort am 14. Mai 1940 bombardierten.

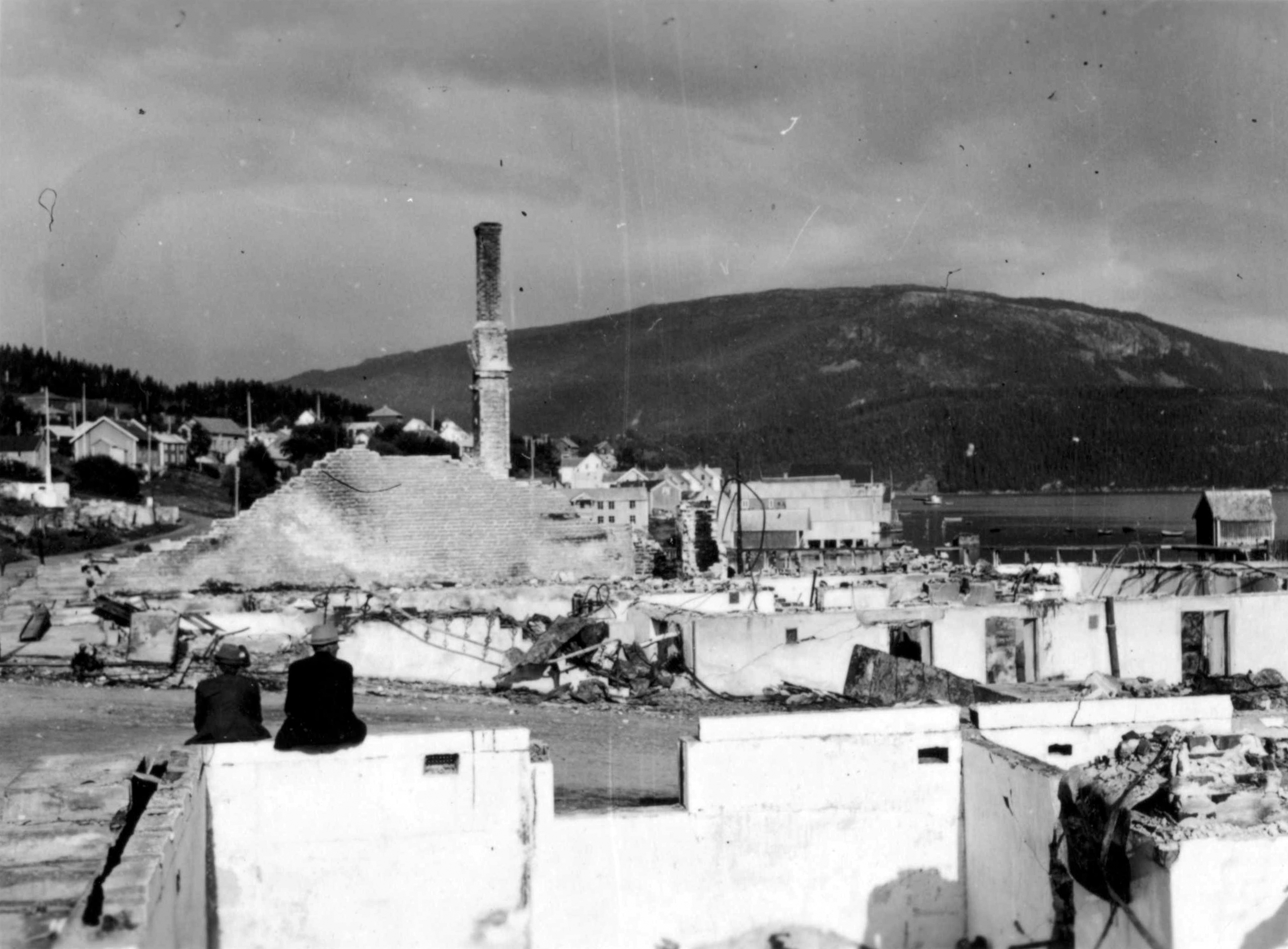
Ruinen in Hemnesberget, 1940
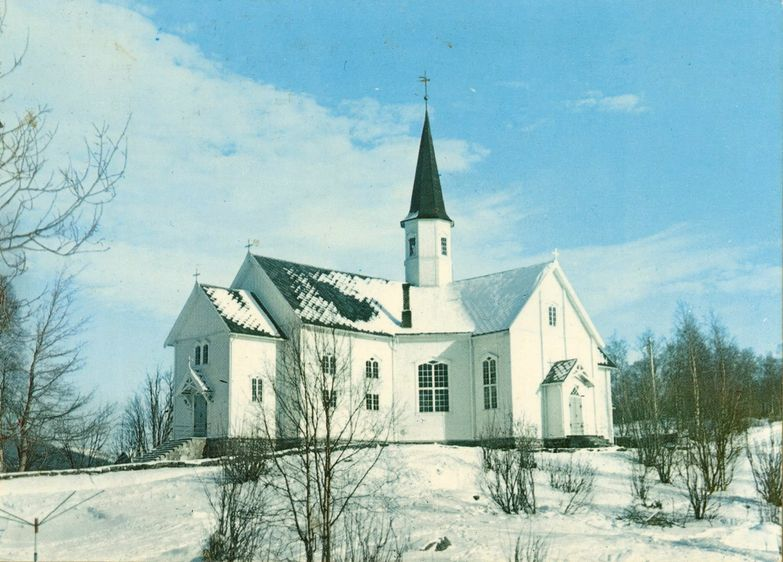
Kirche in Hemnesberget

## Wirtschaft und Infrastruktur
Der Ort hat eine längere Tradition im Bootsbau und in der Holzindustrie. Bevor mit der Nordlandsbanen eine Bahnlinie eröffnet wurde, die einige Kilometer weiter im Landesinneren verläuft, war der Hafen von Hemnesberget ein bedeutender Fährhafen. Der Fylkesvei 808 stellt die Verbindung zwischen Hemnesberget und der weiter im Osten verlaufende Europastraße 6 (E6) her.

## Persönlichkeiten
- Reidar Sørensen (* 1956), Theater- und Filmschauspieler